# Sosnowy Bór (Białoruś)
Sosnowy Bór (biał. Сaсновы Бор, ros. Сосновый Бор) – miejscowość uzdrowiskowa na Białorusi w obwodzie brzeskim, w rejonie żabineckim.
Uzdrowisko jest usytuowane na obszarze leśnym. W jego skład wchodzi kompleks 3 sanatoriów: Bug, Nadzieja, Uroczysko. Leczy się tutaj m.in. choroby reumatyczne, układu oddechowego, przemiany materii. Przez Sosnowy Bór przepływa rzeka Muchawiec.